# C級潛艇 (美國海軍)
C级潜艇是指马萨诸塞州昆西的福爾河造船廠按通用動力電船公司的合同为美国海军建造的五艘潜艇。从1906年到1909年间建造，从1908年到1919年间入役。1920年全部5艘都退役拆解。他們下潛時的排水量為279噸，比前級B级潛艇的176噸排水量為多。 

## 服役
5艘艇都在美国大西洋舰队服役，1913年5月13日它们编成的大西洋舰队潜艇分队第一群离开诺福克港前往关塔那摩海军基地，在那里演练鱼雷攻击直到当年12月7日。之后它们改名为第一支队在四艘水面艦护航下前往巴拿马运河区克里斯托弗，五天后它们完成了700海里历程，创下了美国海军潜艇的航行纪录。直到1919年退役和1920年拆解为止它们都驻在那里。